# TV Großwallstadt
Le TV Großwallstadt (Turnverein Großwallstadt 1888 e.V.) est un club allemand omnisports, historiquement basé à Großwallstadt en Basse-Franconie.
Sa section masculine de handball, qui a notamment accueilli Jackson Richardson entre 1997 et 2000, est l'objet de cet article.

## Historique
Fondé en 1888, le club a ouvert sa section handball en 1925. Großwallstadt est l'un des meilleurs clubs allemands des années 1970-1980. Dès sa deuxième saison de première division, en 1970-71, il termine premier de la poule sud et dispute les demi-finales. Néanmoins, il doit attendre 1978 pour remporter son premier titre de Champion d'Allemagne, qui est aussi le premier de la Bundesliga nouvelle formule (une seule poule de 14 clubs au lieu de deux poules de 10 avec playoffs).
Par la suite, le club remporte deux fois la Coupe des clubs champions en 1979 et 1980, puis la Coupe de l'IHF 1983-1984 et atteint deux fois la finale de la Coupe des coupes en 1986, 1988.
Hormis une victoire en Coupe des Villes (compétition du niveau le plus faible dans la hiérarchie des coupes d'Europe) en 2000 et une finale lors de la Coupe de l'EHF 2010-2011 et malgré le recrutement à la fin des années 1990 de Jackson Richardson, le dernier fait d'armes du club au niveau national est le titre de Champion d'Allemagne remporté en 1990.
Au terme de la saison, 2012-2013 le club est relégué pour la première fois de son histoire en Bundesliga 2, après avoir terminé la saison à la 16e place (sur 18).

## Palmarès
Compétitions internationales
- Coupe des clubs champions (C1)
  - Vainqueur (2) : 1979 et 1980

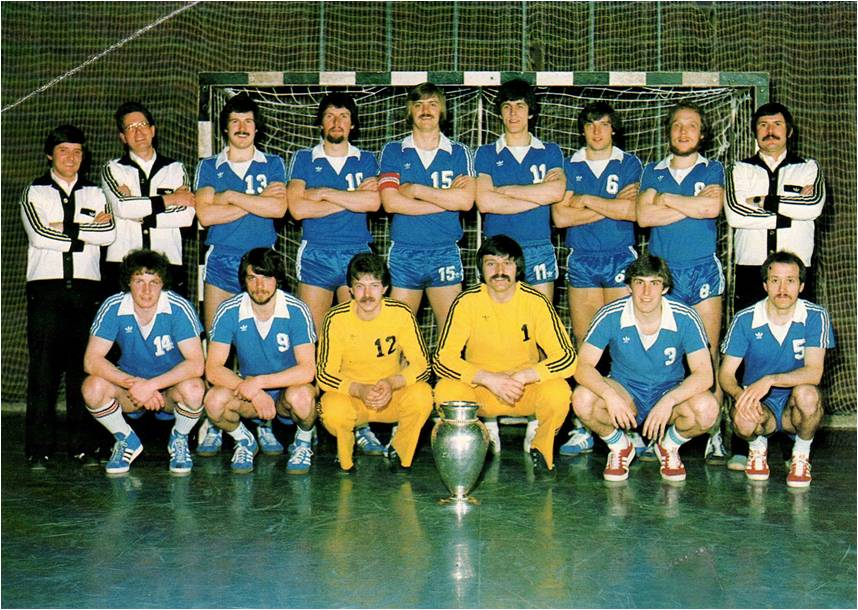
Le TV Großwallstadt, Champion d'Allemagne 1977/78

- Coupe des vainqueurs de coupe (C2) :
  - Finaliste (2) : 1986, 1988
- Coupe de l'IHF/EHF (C3)
  - Vainqueur (1) : 1984
  - Finaliste (1) : 2011
- Coupe des Villes (C4)
  - Vainqueur (1) : 2000
- Coupe d'or de l'IHF
  - Vainqueur (1) : 1980
  - Finaliste (1) : 1979

Compétitions nationales
- Championnat d'Allemagne
  - Vainqueur (6) : 1978, 1979, 1980, 1981, 1984, 1990
  - Deuxième en 1971, 1977, 1982 et 1985
- Coupe d'Allemagne
  - Vainqueur (4) : 1980, 1984, 1987, 1989
  - Finaliste en 1982 et 1985
- Championnat d'Allemagne à onze (de)
  - Vainqueur (1) : 1973 (de)

## Anciens joueurs célèbres
Parmi les joueurs ayant évolué au club, on trouve :
- Mattias Andersson : de 2008 à 2011
- Andreas Dörhöfer : de 1993 à 1998
- Heiko Grimm : de 1997 à 2004 et 2005 à 2008
- Snorri Steinn Guðjónsson : de 2003 à 2005
- Chrischa Hannawald : de 2005 à 2008
- Dominik Klein : de 2002 à 2003 et 2005 à 2006
- Nenad Kljaić : de 1994 à 2000
- Jannik Kohlbacher : de 2013 à 2015
- Oliver Köhrmann : de 2008 à 2013
- Péter Kovács : 1988 à 1990
- Carsten Lichtlein : de 2000 à 2005
- Michael Müller : de 2006 à 2009
- Alexander Petersson : de 2005 à 2007
- Jackson Richardson : de 1997 à 2000
- Bernd Roos : de 1988 à 2003
- Michael Roth : de 1986 à 1990
- Ulrich Roth : de 1987 à 1990
- Martin Schwalb : de 1984 à 1988
- Tonči Valčić : de 2000 à 2003
- Steffen Weinhold : de 2009 à 2012
- Andreas Wolff : de 2009 à 2013
- Ondřej Zdráhala : de 2007 à 2009